# Джемини-9A
Джемини-9A — американский пилотируемый космический корабль, совершивший полёт 3—6 июня 1966 года. Седьмой пилотируемый полёт по программе «Джемини», дублёр несостоявшегося полёта «Джемини-9».

## Экипажи
«Джемини-9A» стал дублёром запланированного полёта «Джемини-9», в экипаж которого были назначены Эллиот Си (командир) и Чарльз Бассетт (пилот). Оба они погибли в период подготовки к космическому полёту 28 февраля 1966 года: их учебный самолёт T-38, который пилотировал Си, врезался в здание № 101 корпорации McDonnell, расположенном в 300 метрах от взлётной полосы аэродрома Ламберта в Сент-Луисе, штат Миссури. Согласно расследованию NASA, основной причиной авиакатастрофы стала ошибка пилота, вызванная плохой видимостью в условиях плохой погоды.
Томас Стаффорд и Юджин Сернан, будучи дублёрами экипажа «Джемини-9», были назначены в полёт «Джемини-9A».

### Основной экипаж
- Томас Стаффорд (англ. Thomas Stafford) — командир (второй полёт после «Джемини-6A»; затем был командиром в миссиях «Аполлон-10», 1969 год и «Аполлон (ЭПАС)», 1975 год).
- Юджин Сернан (англ. Eugene Cernan) — пилот (первый полёт; затем был пилотом LM «Аполлона-10» в 1969 году и командиром «Аполлона-17» в 1972 году).

### Дублирующий экипаж
- Джеймс Ловелл (англ. James Lovell) — командир
- Эдвин (Базз) Олдрин (англ. Edwin (Buzz) Aldrin) — пилот

## Задачи полёта
Основной целью полёта являлось сближение и стыковка с мишенью Аджена-IX. Из-за аварии носителя мишени Аджена-IX полёт был отложен и была использована альтернативная мишень ADTA (дополнительное стыковочное приспособление, англ. — Augmented Target Docking Adapter), запущенная ракетой Atlas 1 июня 1966 года. Также был запланирован выход в открытый космос с использованием ракетного ранца.

## Полёт

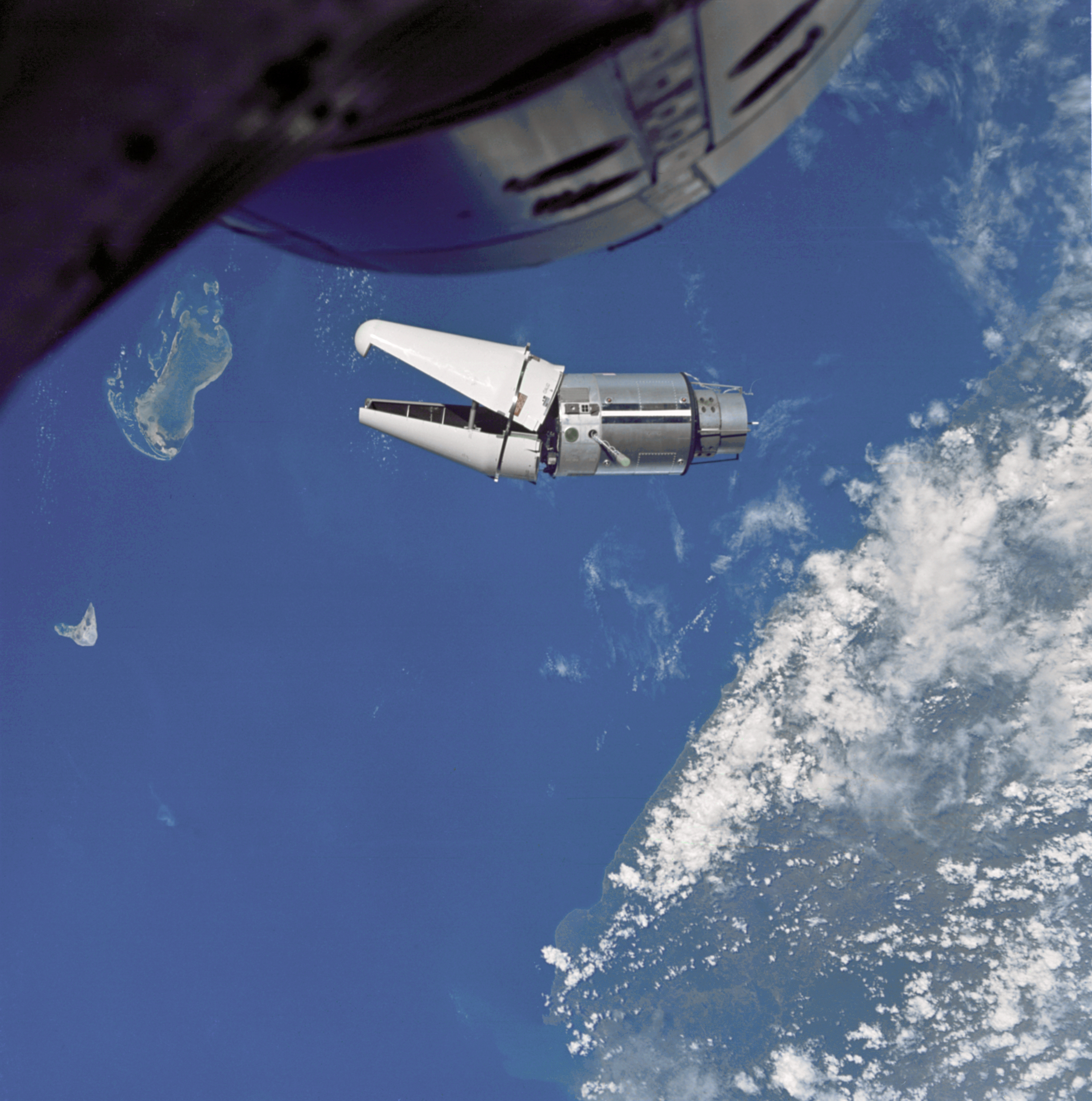
«Злой аллигатор» — ADTA с неотделившимся обтекателем

Запуск — 3 июня 1966 года, в 08:39 (из-за аварии носителя мишени Аджена-IX полёт был отложен).
Продолжительность полёта: 3 дня 21 минута. Высота орбиты — 311,5 км. Корабль совершил 45 витков вокруг Земли.
Программа полёта выполнена частично. В ходе полёта успешно отработаны несколько методов орбитального сближения, но неотделившийся обтекатель мишени сделал стыковку с ней невозможной. Программа выхода в открытый космос предполагала подключение и использование ракетного ранца, закреплённого в корме корабля. Однако, в процессе выхода у Сернана возникли серьёзные трудности: операции в невесомости оказались сложнее, чем предполагалось. Кроме того, начало запотевать стекло скафандра, и видимость была ограничена. К моменту подключения ракетного ранца Сернан был крайне утомлён, и выход было решено прервать. Длительность выхода в открытый космос составила 2 часа 8 минут.
Посадка — 6 июня 1966 года. Корабль приводнился в расчётной точке. Экипаж подобран американским авианосцем USS Wasp через 52 минуты после приземления.

## Параметры полёта
- Масса корабля: 3,750 кг
- Средняя высота орбиты: 311,5 км
- Наклонение: 28,86°
- Кол-во витков: 45